# Mohni
Mohni (njemački: Ekholm) je estonski otok u Finskom zaljevu, u Baltičkom moru, 4,5 km sjeveroistočno od zaljeva Eru laht. Površina otoka je 62,5 ha, duljina 2,3 km a širina 250 metara položaj otoka je u smjeru sjeverozapad-jugoistok, duljina obale je 6 km. Otok je dio nacionalnog parka Lahemaa rahvuspark.

## Vanjske poveznice
- Informacije o otoku  Arhivirana inačica izvorne stranice od 6. prosinca 2010. (Wayback Machine)

### Ostali projekti
|  | Zajednički poslužitelj ima još gradiva o temi Mohni |